# 市塙
市塙（いちはな）は栃木県芳賀郡市貝町の地名。郵便番号は321-3423（市貝郵便局管区）。

## 地理
市貝町南部の一区域。町役場など町の主要施設が集中する町の交通・行政の中心にあたる。荒宿東交差点の東側で市塙の西部を流れる小貝川と北東から流れる桜川が合流する。市貝町役場-市塙交差点-中野内交差点付近に市塙の旧市街地が広がる。西で上根・芳賀町稲毛田、北で椎谷・文谷・田野辺、東で笹原田・茂木町下菅又・上菅又、南で多田羅・石下・益子町七井・小宅と接する。
東西方向に主要地方道宇都宮茂木線が通過し、市塙の主要幹線となっている。2014年には宇都宮茂木線芳賀市貝バイパスが全線開通し、宇都宮方面・茂木方面のアクセスが改善された。

## 歴史
室町時代より東真壁郡（現在の芳賀郡）に地名として見られる。江戸期には市塙村となり、はじめ那須衆千本氏領、寛文5年（1665年）より幕府領、宝永2年（1705年）より旗本領（富田氏知行）。一時農地が荒廃し、明和4年（1767年）より領主の触書により3年間年貢を半減とされる時期があった。文政期には移民の帰農が奨励されて天保期に越後・加賀からの移民が多くあった。
1889年（明治22年）には町村制施行により市塙村は市羽村の大字となった。自治体編成の際、市塙の「市」の字が赤羽村の「羽」とともに取られた。

### 沿革
- 1889年（明治22年）4月1日 - 町村制施行。市塙村は赤羽村・上根村・多田羅村・石下村・笹原田村と合併し芳賀郡市羽村が成立。市塙村は市羽村大字市塙となる。
- 1954年（昭和29年）5月3日 - 市羽村が小貝村が合併し市貝村が発足。市羽村は廃止。市羽村大字市塙は市貝村大字市塙となる。
- 1972年（昭和47年）1月1日 - 市貝村が町制施行し市貝町へ移行。市貝村大字市塙は市貝町大字市塙となる。

### 地名の由来
当初は「市場縄」と呼ばれ、承平7年（937年）に益子氏一族の市花十郎直政がこの地に館を築いた際に「市花」と改め、その後「市塙」に変化したという。この館は「市花輪館」または「市花館」と呼ばれていた。

## 世帯数と人口
2015年（平成27年）10月1日現在の世帯数と人口は以下の通りである。
| 大字 | 世帯数    | 人口    |
| ---- | --------- | ------- |
| 市塙 | 1,206世帯 | 3,234人 |

## 交通

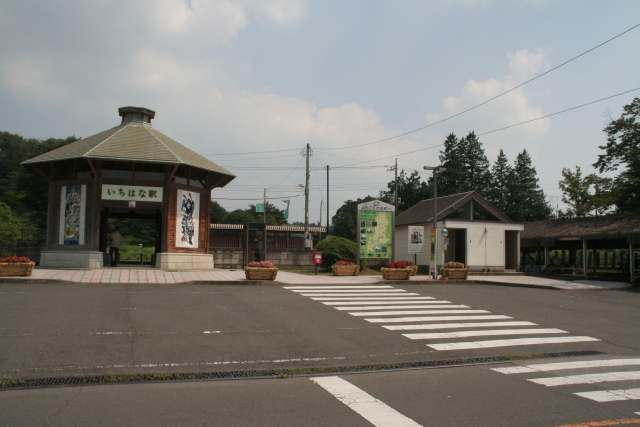
市塙駅

### 鉄道
- 真岡鐵道
  - ■真岡線：市塙駅

### 道路
- 栃木県道69号宇都宮茂木線：東西に通過する。旧来のルートである旧道に加えて、2014年に芳賀市貝バイパスが全線開通[3]した。旧道・バイパス共に西は芳賀町・宇都宮市方面、東は茂木町方面へ連絡する。
  - 道の駅サシバの里いちかい：2014年に開所。町役場の近隣に位置する。
- 栃木県道135号市塙停車場線：県道宇都宮茂木線旧道「市塙駅入口」交差点と市塙駅の間を結ぶ路線。
- 栃木県道163号黒田市塙真岡線：南北に通過する。荒宿交差点から市塙交差点までは県道宇都宮茂木線との重用区間となる。北は那須烏山市方面、南は益子町方面へ向かう。

### 路線バス
市塙にはJRバス関東（水都西線）が乗り入れている。1937年（昭和12年）に開業した国鉄バス宇都宮茂木線を起源とし、東へは真岡鐵道と同じく茂木駅行き、西へは祖母井・宇都宮駅方面へ向かう路線が運行される。このうち宇都宮方面行きは「市塙駅入口」停留所と「荒宿東」停留所の間で荒宿横町経由（県道宇都宮茂木線経由）と市貝小学校経由（町道経由）の系統に分かれる。2013年のダイヤ改正により祖母井・茂木間を運行する本数は減っており、上下線ともに荒宿横町経由は一日1便、市貝小学校経由は4便（土休日は2便）のみとなっている。
また、市塙駅に那須烏山市営バス（市貝町営と共同）の市塙黒田烏山線が乗り入れている。那須烏山市内のJR烏山駅方面および市貝温泉方面への便がある。1937年（昭和26年）に開業した国鉄バス市塙烏山線を起源とする。その後国鉄バス廃止、廃止代替路線として烏山町営バスに移行。その後烏山町の合併により那須烏山市営バスとなって現在に至っている。2014年現在、1日5往復運行される。

## 施設・寺社

### 行政
- 市貝町役場

### 教育
- 市貝町立市貝中学校
- 市貝町立市貝小学校

### 公共施設
- ゆったりランド市貝温泉健康保養センター
- 市貝町立図書館
- 市貝町城見ヶ丘運動公園

### 郵便局・金融機関
- 市貝郵便局
- 足利銀行市貝支店

### 寺社・史跡
- 皇太神社
- 鹿島神社
- 厳島神社
- 桂蔵寺
- 東円寺
- 東永寺